# Cannibal! The Musical
Pour les articles homonymes, voir Cannibal.
Pour plus de détails, voir Fiche technique et Distribution.
Cannibal! The Musical est un film américain réalisé par Trey Parker, sorti en 1996.

## Synopsis
Vers 1873, Alferd Packer est un jeune homme romantique et charmant… mais il est condamné à mort car il est accusé de cannibalisme ! Comment a-t-il pu en arriver là ? C'était un beau jour, où il partait en quête avec cinq autres personnes…

## Fiche technique
- Titre : Cannibal! The Musical
- Réalisation : Trey Parker
- Scénario : Trey Parker
- Production : Ian Hardin, Alexandra Kelly, Trey Parker, John Frank Rosenblum, Matt Stone et Andrew Kemler
- Sociétés de production : Avenging Conscience et Cannibal Films Ltd.
- Budget : 125 000 dollars (95 000 euros)
- Musique : Trey Parker et Rich Sanders
- Photographie : Chris Graves et Robert Muratore
- Montage : Ian Hardin et Chris Offutt
- Décors : David Hedge
- Costumes : Elki Neiberger
- Pays d'origine : États-Unis
- Format : Couleurs - 1,33:1 - Stéréo - 16 mm
- Genre : Comédie horrifique, film musical, western et biopic
- Durée : 95 minutes
- Date de sortie : 1996 (États-Unis)
- Film interdit aux moins de 12 ans lors de sa sortie en France

## Distribution
- Trey Parker : Alferd Packer
- Ian Hardin : Shannon Wilson Bell
- Matt Stone : James Humphrey
- Jon Hegel : Israel Swan
- Jason McHugh : Frank 'Reddy' Miller
- Dian Bachar : George 'California' Noon
- Toddy Walters : Polly Pry
- Stephen Blackpool : Black Cat
- Brad Gordon : Mr. Mills
- Edward Henwood : O.D. Loutzenheiser
- Andrew Kemler : Preston Nutter
- Steve Jackson : le shérif de Lake City
- Jessica James Kelly : Tiny Tim
- Masao Maki : le chef indien

## Autour du film
- Le tournage s'est déroulé en 1993 à Boulder, Cañon City, Gunnison et Ouray, dans le Colorado.
- Initialement titré Alferd Packer: The Musical, Lloyd Kaufman, le fondateur de Troma (société distributrice du film), réussit à convaincre Trey Parker de changer son titre, puisque Alferd Packer avait beau être célèbre dans tout le Colorado, il n'en était pas de même dans le reste du pays.
- L'histoire d'Alferd Packer avait déjà été adaptée au cinéma par James W. Roberson avec The Legend of Alferd Packer (1980).
- Le juge est interprété par Randy Parker, le père du cinéaste.
- Le cheval de Packer se nomme Liane, clin d'œil à Liane Adamo, la fiancée du cinéaste, qui interprète ici le rôle d'une danseuse.
- Durant le générique, le réalisateur utilise le pseudonyme de Juan Schwartz, variation du John Schwartze utilisé par Alferd Packer lors de sa fuite.
- Le personnage de Polly Pry devait initialement être interprété par Moira Kelly, mais l'actrice fut remplacée par Toddy Walters, pour ne pas porter préjudice à ses ambitions hollywoodiennes.
- Dian Bachar rejouera en 1995 dans deux courts-métrages du cinéaste (Your Studio and You et Time Warped) et dans Capitaine Orgazmo (1997), second film de Trey Parker.
- Le film n'a pas été doublé en français ni dans aucune autre langue, il est donc disponible en DVD zone 2 mais uniquement en version sous-titrée[1].